# Schenkia rufibasalis
Schenkia rufibasalis är en stekelart som först beskrevs av Tohru Uchida 1931.  Schenkia rufibasalis ingår i släktet Schenkia och familjen brokparasitsteklar. Inga underarter finns listade i Catalogue of Life.